# Montricoux
Montricoux é uma comuna francesa na região administrativa da Occitânia, no departamento de Tarn-et-Garonne. Estende-se por uma área de 26.44 km², e possui 1.196 habitantes, segundo o censo de 2018, com uma densidade de 45 hab/km².